# Syntomopus americanus
Syntomopus americanus är en stekelart som beskrevs av William Harris Ashmead 1895. Syntomopus americanus ingår i släktet Syntomopus och familjen puppglanssteklar. Inga underarter finns listade i Catalogue of Life.